# Бригинженер
Бригинжене́р — сокращённое название должности «бригадный инженер» и воинское звание высшего начальствующего (военно-технического) состава в РККА, ВМФ и войск НКВД СССР. Выше военинженера 1-го ранга, ниже дивинженера. Соответствовало званию бригадного генерала в иностранных армиях.

## История
Введено Постановлением ЦИК СССР и СНК СССР от 22 сентября 1935 года «О введении персональных военных званий начальствующего состава РККА» взамен всех прежних званий военно-технического состава служебной категории К-10, предназначалось для руководящего состава центральных управлений Наркомата обороны СССР и начальников технических родов войск в соединениях (обычно не ниже корпусного уровня), а также для профессорско-преподавательского состава военных академий и руководителей конструкторских коллективов. В ряде случаев обладатели этого звания могли занимать должности высшего политического состава, но, как правило, только в технических родах войск. В Разведывательном управлении Штаба РККА данное звание могли носить как руководители технических подразделений, так и сотрудники, занимавшие должности секретных уполномоченных.
В пограничных и внутренних войсках (включая морчасти), а также в авиации НКВД это звание было установлено приказом № 331 от 23 октября 1935 и предназначалось для заместителей начальников управлений лагерей и начальников отдельных лагерей строительного профиля, а также для руководителей инженерно-технических подразделений центрального аппарата наркомата и окружных специалистов в войсках. Причем в первой редакции этого приказа звание фигурировало в форме бригадинженер.  
В марте 1940 года по проекту К.Е. Ворошилова предполагалось ввести вместо звания бригинженера звание генерал-майор инженерной службы, однако в утверждённом И.В. Сталиным проекте постановления СНК СССР от 11 апреля равного ему звания уже не предусматривалось.
Указом Президиума Верховного Совета СССР от 07 мая 1940 г. «Об установлении воинских званий высшего командного состава Красной Армии» для высшего командного состава Красной Армии были установлены новые воинские звания. В связи с этим часть военнослужащих, носящих звание бригинженер была переаттестована в звание генерал-майора соответствующих родов войск. Так 4 июня 1940 г. были переаттестованы бригинженеры: Белоусов Василий Федотович в генерал-майора интендантской службы, Говядкин Василий Михайлович в генерал-майора войск связи, Горохов Алексей Федорович и Снитко Константин Константинович в генерал-майоров артиллерии, Гориккер Михаил Львович и Филичкин Виктор Михайлович в генерал-майоров технических войск, Котляр Леонтий Захарович в генерал-майора инженерных войск, Петров Иван Федорович в генерал-майора авиации.
В 1940 году для военно-технического состава корабельной службы ВМФ СССР было введено звание инженер-капитан 1-го ранга, в которое были переаттестованы в том числе и лица, не имевшие квалификационно-профессионального звания «инженер», в него переаттестовывались как военинженеры 1-го ранга, так и некоторые бригинженеры.
Звание было отменено на протяжении 1942-1943 годов в разных родах войск постепенно, в процессе перехода на генеральские звания, по службам: в январе 1942 года - для инженерно-технического состава ВВС Постановлением ГКО СССР от 22 января 1942 г. № 1180сс «Вопросы военно-воздушных сил Красной Армии» на звания инженерно-авиационной службы; в марте 1942 г. для артиллерии Постановлением ГКО СССР от 03 марта 1942 г. № 1381 «О введении персональных воинских званий инженерно-техническому составу артиллерии Красной Армии» на звания инженерно-артиллерийской службы; также в марте 1942 г. для автобронетанковых войск Постановлением ГКО СССР от 07 марта 1942 г. № 1408 «О введении персональных воинских званий инженерно-техническому составу автобронетанковых войск Красной Армии» на звания инженерно-танковой службы. На флоте действие указанных постановлений было распространено Постановлением ГКО СССР 03 апреля 1942 г. № 1528 на инженерно-технический состав ВВС ВМФ и в июне в береговой службе.
Оставшиеся к началу 1943 года носители звания были переаттестованы после выхода Постановления ГКО СССР от 04 февраля 1943 г. № 2822 «О введении персональных воинских званий инженерно-техническому, юридическому и административному составу Красной Армии», но в тыловых учреждениях процесс затянулся. Так, например, начальника кафедры математики Военно-воздушной академии имени проф. Н.Е. Жуковского, доктора математических наук, члена-корреспондента АН СССР Владимира Васильевича Голубева из бригинженера переаттестовали в генерал-майоры инженерно-авиационной службы только в конце октября 1944 года.
| Род войск                                       | Соответствующее звание/должность |
| В командном составе                             | В командном составе |
| ----------------------------------------------- | --- |
| в сухопутных и военно-воздушных силах РККА      | комбриг |
| Народный комиссариат внутренних дел СССР        | майор государственной безопасности, введённое постановлением ЦИК и СНК СССР от 7 октября 1935 года (военнослужащие пограничных и внутренних войск НКВД имели воинские звания, принятые в РККА) |
| Военно-Морской Флот СССР                        | капитан 1-го ранга |
| ВВС ВМФ и Береговая служба                      | комбриг |
| В начальствующем составе                        | |
| в военно-политическом составе всех родов войск  | бригадный комиссар |
| в военно-техническом составе ВМФ                | инженер-флагман 3-го ранга |
| в военно-хозяйственном составе всех родов войск | бригинтендант |
| в военно-медицинском составе всех родов войск   | бригврач |
| в военно-ветеринарном составе всех родов войск  | бриветврач |
| в военно-юридическом составе всех родов войск   | бригвоенюрист |

Значительная часть первых советских бригинженеров была репрессирована в 1937—1938 годах.

## Знаки различия

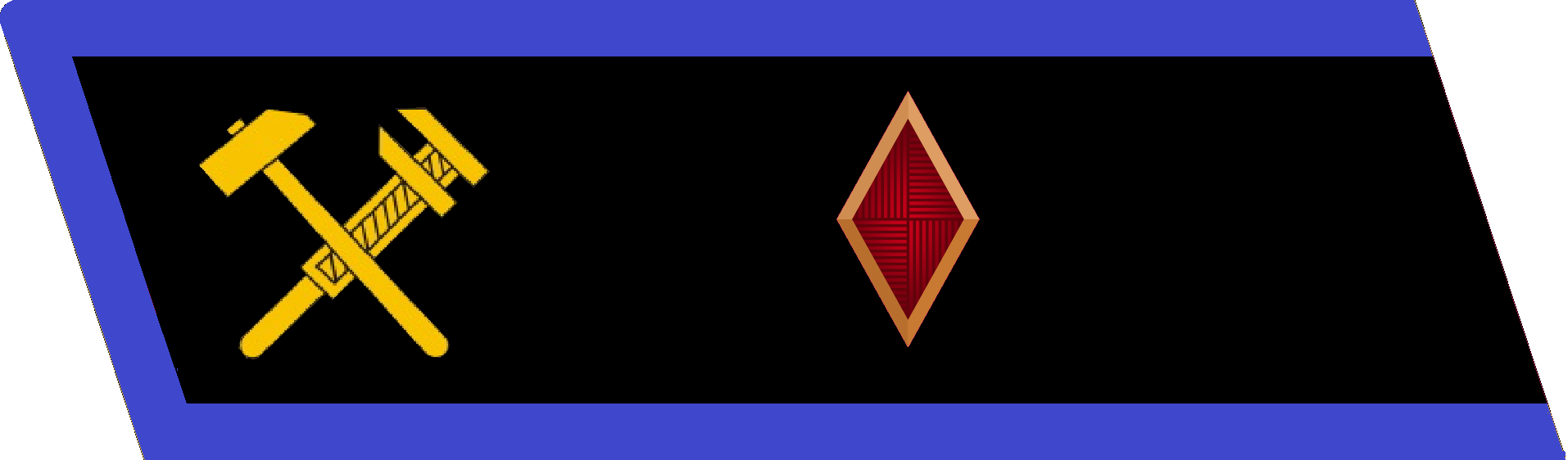
Петлица бригинженера для гимнастёрки

Знаками различия бригинженера был один тёмно-красный «ромб» в петлицах.

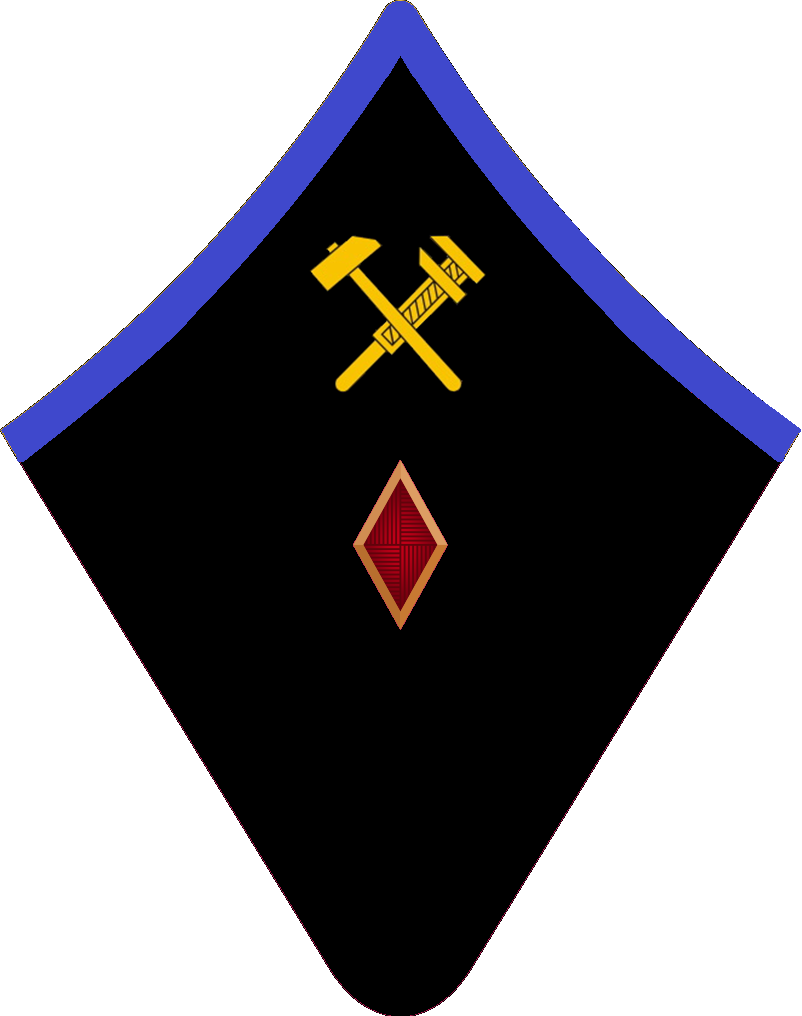
Петлица бригинженера для шинели

Над ромбом была эмблема военно-технического состава, представляющая собой изображение скрещенных молотка и разводного ключа, введенная приказом НКО СССР от 10 марта 1936 года № 33.
Расцветка петлиц и окантовки была установлена Постановлением СНК СССР от 2 декабря 1935 г. № 2590, согласно которому технический состав имел чёрные петлицы с синим кантом.
Помимо этого на петлицы помещались: у инженерных войск - скрещенные топоры; у сапёров - кирка с лопатой; у войск связи - крылатая звездочка с молниями; у понтонеров - якорь и два топора; у электротехнических частей - лопата и топор с молниями.
Черные петлицы с черной же окантовкой и эмблема в виде двух баллонов с противогазом полагались химикам
Для интендантов военно-морских баз ВМФ СССР было введено ношение металлических петличных эмблемы, но расположенных на вертикально стоящем якоре.

## Присвоение звания
Список бригинженеров РККА, ВМФ и НКВД СССР (1935—1943)